# Rube Waddell
George Edward „Rube“ Waddell (* 13. Oktober 1876 in Bradford, Pennsylvania; † 1. April 1914 in San Antonio, Texas) war ein US-amerikanischer Baseballspieler in der Major League Baseball (MLB) auf der Position des Pitchers.

## Biografie
Waddell wuchs in einer Farmergegend in Pennsylvania auf. Laut Aussage seiner Schwester fehlte er öfters in der Schule, doch fand sie ihn immer entweder beim Baseball spielen, fischen oder bei der Verfolgung eines Feuerwehrwagens. Er spielte Baseball in lokalen Teams, bis er einen Vertrag bei den Louisville Colonels unterzeichnet und dort am 8. September 1897 sein Debüt in der National League als linkshändiger Pitcher gibt. Siebenmal erreichte er die meisten Strikeouts in seiner jeweiligen Liga und verzeichnete 1905 die meisten Siege. In diesem Jahr gewann er auch die Triple Crown. Seine erfolgreichsten Jahre hatte er unter Manager Connie Mack bei den Philadelphia Athletics, für die er von 1902 bis 1907 spielte.
1905 konnte er 26 Siege für sein Team erzielen und half damit den A's, die Meisterschaft in der American League zu erringen. Allerdings konnte er in der World Series aufgrund einer Armverletzung nicht mitspielen. Gerüchte besagten zwar, dass Buchmacher ihm Geld dafür bezahlt hätten, nicht in der Serie anzutreten, allerdings hatte er sich die Verletzung beim Herumalbern mit seinem Teamkollegen Andy Coakley zugezogen, bei der er auf seinen Wurfarm gefallen war. Nach diesem Vorfall konnte er die ganze Saison nicht mehr werfen.
Sein Auftreten auf dem Baseballfeld war auch nicht immer sehr konventionell. Manchmal verließ er während eines Spiels die Mannschaftsbank, um vorbeifahrenden Feuerwehren zu Bränden zu folgen. Außerhalb der Baseballsaison verdiente er sich Geld bei Ringkämpfen mit Alligatoren. Auch mit Alkoholproblemen hatte er sein ganzes Leben zu kämpfen.
1910 beendete er seine Karriere in den Major Leagues und spielte im Minor League Baseball weiter. 1912 zog er sich beim Helfen bei einer Überflutung in Kentucky eine starke Beeinträchtigung seiner Gesundheit zu, so dass er bereits am 1. April 1914 im Alter von 37 Jahren in einem Sanatorium in San Antonio verstarb.
1946 wurde er durch das Veterans Committee in die Baseball Hall of Fame aufgenommen.